# Sony Ericsson T68i
T68m, lanserad 6 september 2001, var den sista mobiltelefon som såldes under varumärket Ericsson. Telefonen släpptes i samband med att Ericssons mobiltelefonmärke slogs ihop med Sony, och den uppgraderade versionen T68i som kom året därpå blev den första Sony Ericsson-telefonen.

## Historia
Ericsson Mobile Communications mobiltelefonförsäljning var i allvarlig kris 2001, och beslutet om samgående med Sony togs för att rädda verksamheten. T68m/T68i blev en långlivad och mycket välbehövlig succé. Tekniskt sett låg telefonen i framkant, med funktioner som färgskärm, GPRS och mms. T68 var dessutom den första Ericsson-telefonen som hade inbyggd antenn, förutom modell A2638SC som var helt först och som lanserades specifikt för kinesiska marknaden under namnet Panda A2638SC men blev populär även i Europa och USA vilket var anledningen till att efterföljande telefoner också fick inbyggd antenn. Närmaste efterföljare var varianter för Europa och USA-marknaden och den kallades i USA för Ericsson R300.

## Funktioner
- Färgskärm
- Bluetooth
- IR
- WAP 2.0, XHTML
- E-post-klient